# Quiers
Quiers ist eine französische Gemeinde mit 652 Einwohnern (Stand 1. Januar 2022) im Département Seine-et-Marne in der Region Île-de-France. Der Ort befindet sich circa zwölf Kilometer nordöstlich von Melun an der Landstraße D201.

## Geschichte
Der Ort wird erstmals im Jahr 1065 mit der Bezeichnung Villa que décétur Quadrex überliefert. Im Ancien Régime gehörte der Ort dem Kapitel von Champeaux. 

## Sehenswürdigkeiten
- Kirche Saint-Martin, erbaut im 18. Jahrhundert (siehe auch: Liste der Monuments historiques in Quiers)